# Кванджу
Кванджу́ (кор. 광주) — п'яте за розміром місто в Південній Кореї. Є містом прямого підпорядкування, не входить до складу жодної провінції, однак містить адміністрацію провінції Чолла-Намдо.

## Географія

### Клімат
| Клімат Кванджу (1981—2010, рекордні значення: 1938—2016)     | Клімат Кванджу (1981—2010, рекордні значення: 1938—2016) | Клімат Кванджу (1981—2010, рекордні значення: 1938—2016) | Клімат Кванджу (1981—2010, рекордні значення: 1938—2016) | Клімат Кванджу (1981—2010, рекордні значення: 1938—2016) | Клімат Кванджу (1981—2010, рекордні значення: 1938—2016) | Клімат Кванджу (1981—2010, рекордні значення: 1938—2016) | Клімат Кванджу (1981—2010, рекордні значення: 1938—2016) | Клімат Кванджу (1981—2010, рекордні значення: 1938—2016) | Клімат Кванджу (1981—2010, рекордні значення: 1938—2016) | Клімат Кванджу (1981—2010, рекордні значення: 1938—2016) | Клімат Кванджу (1981—2010, рекордні значення: 1938—2016) | Клімат Кванджу (1981—2010, рекордні значення: 1938—2016) | Клімат Кванджу (1981—2010, рекордні значення: 1938—2016) |
| Показник                                                     | Січ.                                                     | Лют.                                                     | Бер.                                                     | Квіт.                                                    | Трав.                                                    | Черв.                                                    | Лип.                                                     | Серп.                                                    | Вер.                                                     | Жовт.                                                    | Лист.                                                    | Груд.                                                    | Рік                                                      |
| Абсолютний максимум, °C                                      | 18,8                                                     | 21,1                                                     | 26,8                                                     | 29,1                                                     | 33,9                                                     | 36,7                                                     | 38,5                                                     | 38,5                                                     | 34,4                                                     | 31,1                                                     | 27,1                                                     | 19,7                                                     | 38,5                                                     |
| Середній максимум, °C                                        | 5,3                                                      | 7,8                                                      | 13,0                                                     | 19,6                                                     | 24,3                                                     | 27,5                                                     | 29,6                                                     | 30,7                                                     | 26,9                                                     | 21,8                                                     | 14,6                                                     | 8,1                                                      | 19,1                                                     |
| Середня температура, °C                                      | 0,6                                                      | 2,5                                                      | 7,0                                                      | 13,2                                                     | 18,3                                                     | 22,4                                                     | 25,6                                                     | 26,2                                                     | 21,9                                                     | 15,8                                                     | 9,1                                                      | 3,1                                                      | 13,8                                                     |
| Середній мінімум, °C                                         | −3,1                                                     | −1,8                                                     | 2,1                                                      | 7,5                                                      | 13,0                                                     | 18,2                                                     | 22,5                                                     | 22,8                                                     | 17,8                                                     | 10,9                                                     | 4,5                                                      | −0,9                                                     | 9,5                                                      |
| Абсолютний мінімум, °C                                       | −19,4                                                    | −17,7                                                    | −10,7                                                    | −4,5                                                     | 1,4                                                      | 7,2                                                      | 14,9                                                     | 12,6                                                     | 5,6                                                      | −2,7                                                     | −7,2                                                     | −13,7                                                    | −19,4                                                    |
| Середня кількість сонячних годин на місяць                   | 159,9                                                    | 164,6                                                    | 192,0                                                    | 213,0                                                    | 228,8                                                    | 169,2                                                    | 145,4                                                    | 172,6                                                    | 172,3                                                    | 205,2                                                    | 163,6                                                    | 155,9                                                    | 2136,3                                                   |
| Норма опадів, мм                                             | 37.1                                                     | 47.9                                                     | 60.8                                                     | 80.7                                                     | 96.6                                                     | 181.5                                                    | 308.9                                                    | 297.8                                                    | 150.5                                                    | 46.8                                                     | 48.8                                                     | 33.5                                                     | 1391.0                                                   |
| Днів з опадами                                               | 11,0                                                     | 9,0                                                      | 9,5                                                      | 8,9                                                      | 9,3                                                      | 10,7                                                     | 15,5                                                     | 14,9                                                     | 9,8                                                      | 6,8                                                      | 9,0                                                      | 10,0                                                     | 124,4                                                    |
| Днів зі снігом                                               | 11,1                                                     | 7,1                                                      | 2,8                                                      | 0,2                                                      | 0                                                        | 0                                                        | 0                                                        | 0                                                        | 0                                                        | 0                                                        | 1,5                                                      | 8,1                                                      | 31,0                                                     |
| Вологість повітря, %                                         | 67.7                                                     | 65.2                                                     | 62.9                                                     | 61.9                                                     | 66.4                                                     | 72.8                                                     | 80.0                                                     | 78.1                                                     | 74.3                                                     | 68.4                                                     | 68.1                                                     | 68.8                                                     | 69.5                                                     |
| ------------------------------------------------------------ | -------------------------------------------------------- | -------------------------------------------------------- | -------------------------------------------------------- | -------------------------------------------------------- | -------------------------------------------------------- | -------------------------------------------------------- | -------------------------------------------------------- | -------------------------------------------------------- | -------------------------------------------------------- | -------------------------------------------------------- | -------------------------------------------------------- | -------------------------------------------------------- | -------------------------------------------------------- |
| Джерело: Korea Meteorological Administration (дні зі снігом) |                                                          |                                                          |                                                          |                                                          |                                                          |                                                          |                                                          |                                                          |                                                          |                                                          |                                                          |                                                          |                                                          |

## Історія
Місто було засноване 57 року до н. е. Було одним із адміністративних центрів країни Пекче. Тут зародився стиль корейської поезії каса.
В 1914 році місто було з'єднане з Сеулом залізничною дорогою. Після цього стала швидко розвиватися промисловість.
В 1929 році, у період японського колоніального правління, конфлікт між японськими і корейськими студентами вилився в регіональну демонстрацію, кульмінацією якої стало одне з найбільших повстань корейського народу проти японців.
В травні 1980 року в Кванджу відбулось одне з наймасовіших антиурядових виступів в історії країни, направлене проти військового правління уряду Чон Ду Хвана. Учасники виступу більше трьох діб контролювали місто, висуваючи владі країни вимоги провести демократизацію суспільства і покарати винних в коррупції високопоставлених чиновників; керівництво країни скористалися силою, загальна кількість жертв не менше 100, і по деяким оцінкам сягає 2000. Цей інцидент отримав назву «Повстання у Кванджу».

## Транспорт
З 2004 року в місті працює метрополітен, у 2018 році працює переважно підземна Перша лінія в складі 20 станцій та довжиною 20,6 км. Планується будівництво другої лінії, початкова ділянка якої за планом відкриється наприкінці 2023 року.

## Міста-побратими
- Tainan, Республіка Китай (1968)
- Сан-Антоніо, США (1981)
- Гуанчжоу, КНР (1996)
- Медан, Індонезія (1997)
- Сендай, Японія (2002)
- Масейо, Бразилія (2009)

## Видатні земляки
- Лі Со Йон (* 1978) — перша корейська космонавтка.
- Мун Гин Йон (* 1987 ) — популярна південнокорейська акторка і модель.
- Чон Хосок (* 1994) — репер, танцюрист, співак, автор пісень, учасник південнокорейського гурту BTS.
- Чон Юнхо(* 1999) - танцюрист,співак,учасник південнокорейського гурту TVXQ.